# Hydriomena expurgata
Hydriomena expurgata är en fjärilsart som beskrevs av Barnes och Mcdunnough 1918. Hydriomena expurgata ingår i släktet Hydriomena och familjen mätare. Inga underarter finns listade i Catalogue of Life.